# Diocèse de Glandèves

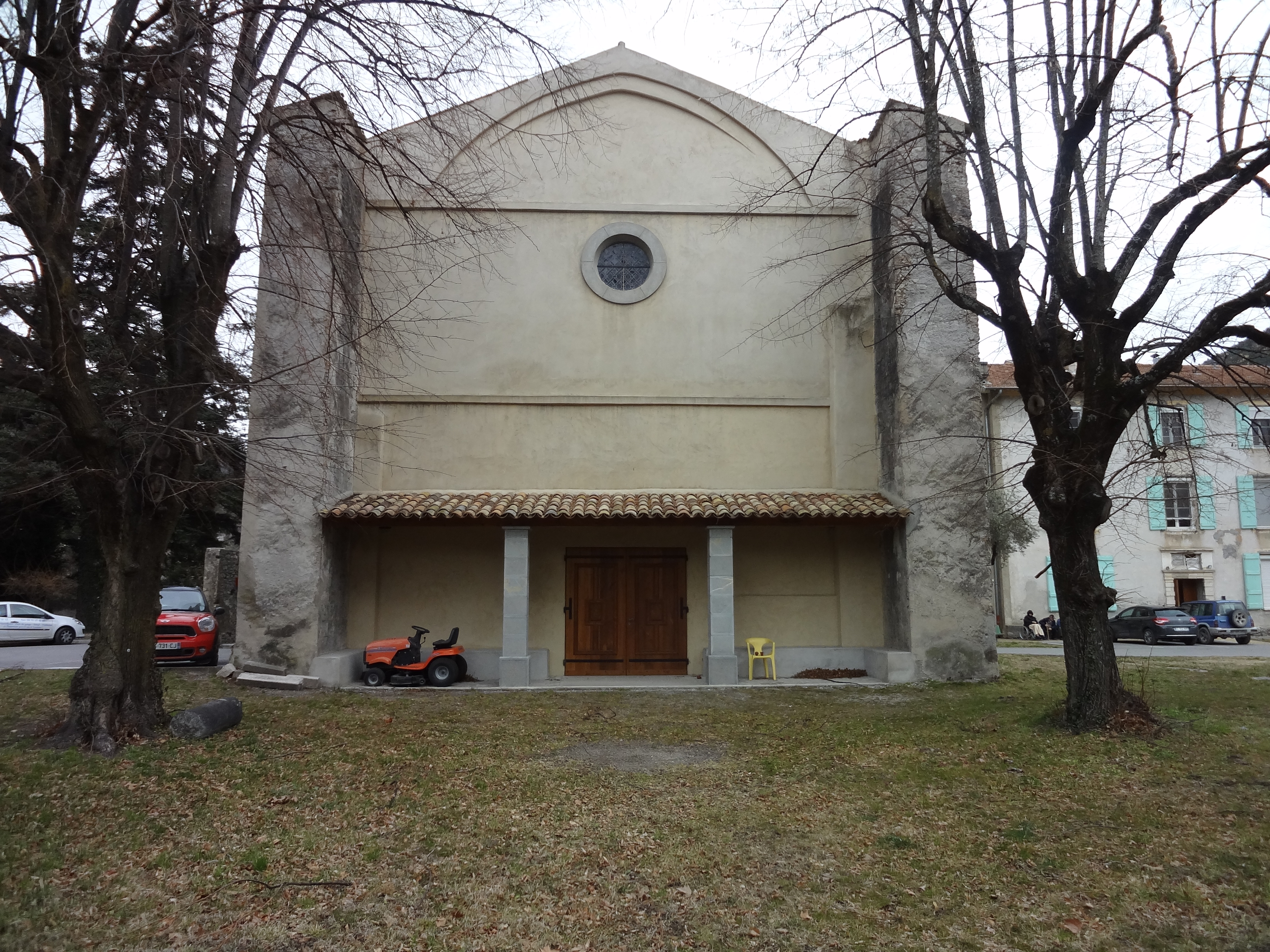
Façade fermant le chevet de l’ancienne cathédrale, en grande partie disparue.

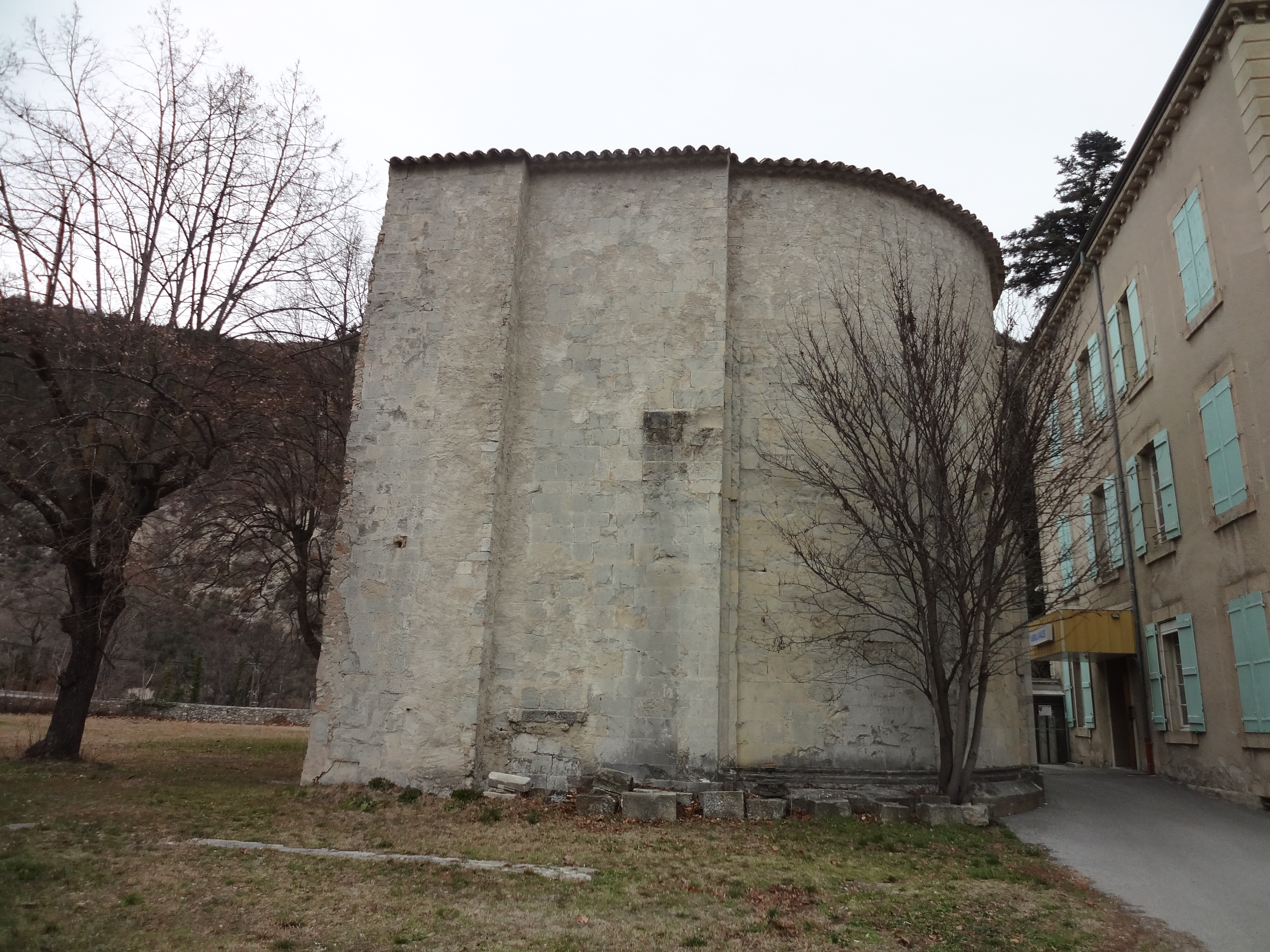
Chevet de l’ancienne cathédrale de Glandèves.

Le diocèse de Glandèves (en latin : Dioecesis Glandatensis) est un ancien diocèse de l'Église catholique en France.

## Territoire
L'évêché de Glandève comprenait le Val d'Entraunes, l'ancienne viguerie de Guillaumes, à l'est la rive droite du Cians, à l’ouest les vallées du Coulomp et de la Vaïre, au sud il englobait les communes des vallées de la Gironde et de l'Estéron jusqu'au Var.
À la veille de la Révolution française, le diocèse de Glandèves confinait : au nord, avec l'archidiocèse d'Embrun ; à l'est, avec le diocèse de Nice ; au sud, avec celui de Vence ; et, à l'ouest, avec celui de Senez.
Depuis la dédition de Nice à la Savoie, en 1388, il était divisé entre le comté de Provence, uni au royaume de France en 1481,  et le comté de Nice, composante des États de Savoie.
Sa partie française comprenait les paroisses d'Aiglun, Amirat, Briançonnet, Collongues, Conségudes, Les Ferres, Gars, Les Mujouls et Sallagriffon.
Sa partie niçoise, avec vicaire général et officialité à Puget-Théniers, comprenait les paroisses d'Auvare, Bonson, Beuil, La Cainée, Châteauneuf, La Croix, Cuébris, Entraunes, Guillaumes, Gilette, Le Mas, Malaussène, La Penne, Péone, Pierrefeu, Puget-Rostang, Puget-Théniers, Revest (aujourd'hui, Revest-les-Roches), Rigaud, Roquestéron, Saint-Antonin, Saint-Léger, Saint-Martin-Lantosque (aujourd'hui, Saint-Martin-Vésubie), Sauze, Sigale,Toudon et Villeneuve.

## Histoire
Le diocèse de Glandèves est créé à la fin de l'Antiquité, avec son siège dans la ville disparue de Glandèves. Il est probable qu'il ait pris la suite du diocèse de Briançonnet, par ailleurs rétabli comme siège titulaire en 2009.
Durant la majeure partie de son existence, l'évêque siégeait dans la ville d'Entrevaux, actuellement dans les Alpes-de-Haute-Provence.
Glandèves, dont le nom latin était Glanate est le nom de l'ancienne localité de la province romaine des Alpes Maritimes située à l'emplacement de l'actuel hôpital d'Entrevaux, un peu en aval d'Entrevaux sur la rive droite du Var. Il se crée dans le cadre d'une ancienne civitas. Les évêques de Glandèves résidèrent à Entrevaux, plus facile à défendre.
L'évêché fut longtemps partagé par la frontière séparant le royaume de France du duché de Savoie devenu en 1718 royaume de Piémont-Sardaigne. Pour la partie savoyarde de son diocèse, l'évêque avait un vicaire général qui résidait à Puget-Théniers.
L'évêché apparaît au VIe siècle quand son évêque Claudius episcopus civitatis Glannatinae est représenté au concile d'Orléans de 541 et non en 451 comme indiqué par erreur dans la Gallia.
Après les quatre premiers évêques, jusqu'à la fin du VIe siècle, la liste des évêques du diocèse comporte a un vide qui dure jusqu'en 991, année à laquelle apparaît un Guigo ou Guigues.
Vers 1030, une nouvelle cathédrale est construite, Notre-Dame-la-Dorée.
Le diocèse est supprimé par un décret de l'Assemblée constituante du 12 juillet 1790. La suppression est confirmée par le Concordat du 15 juillet 1801.
En janvier 2009, le siège d'Entrevaux est restauré par Benoît XVI comme siège titulaire.